# 圣母教堂 (德累斯顿)
德累斯顿圣母教堂（Dresdner Frauenkirche）是德国萨克森州首府德累斯顿的一座路德会教堂。该处原址早期的教堂建筑是天主教教堂，直到宗教改革期间被改为新教的教堂，并在18世纪被更大的巴洛克式路德派建筑所取代。它被认为是新教宗教建筑的杰出典范，并以阿尔卑斯山以北最大的石製圆顶闻名。现在它也是德国与从前的敌国和解的标志。
德累斯顿圣母教堂建于1726至1743年间，由GeorgeBähr设计，并成为德累斯顿巴洛克风格的城市天际线中著名的一個地標。第二次世界大战期间，教堂在德累斯顿轰炸中被摧毁。 根据当地东德领导人的决定，剩下的废墟作为战争纪念碑被留下，而不是像其他教堂遗址一样被拆毁。50年后，即自1994年开始，在来自世界各地的赞助协会和捐助者的支持下，教堂于德国统一后开始重建。其外部的重建于2004年完成，内部重建工程完成于2005年。同在2004年，教堂周边的广场及其许多有价值的巴洛克式建筑在民間組織的倡議下也一同被重建。
2005年10月30日，聖母教堂重新举行新教的祝圣仪式，一直持续到次日的宗教改革日。现在该教堂的牧师是Holger Treutmann和Sebastian Feydt。

## 历史

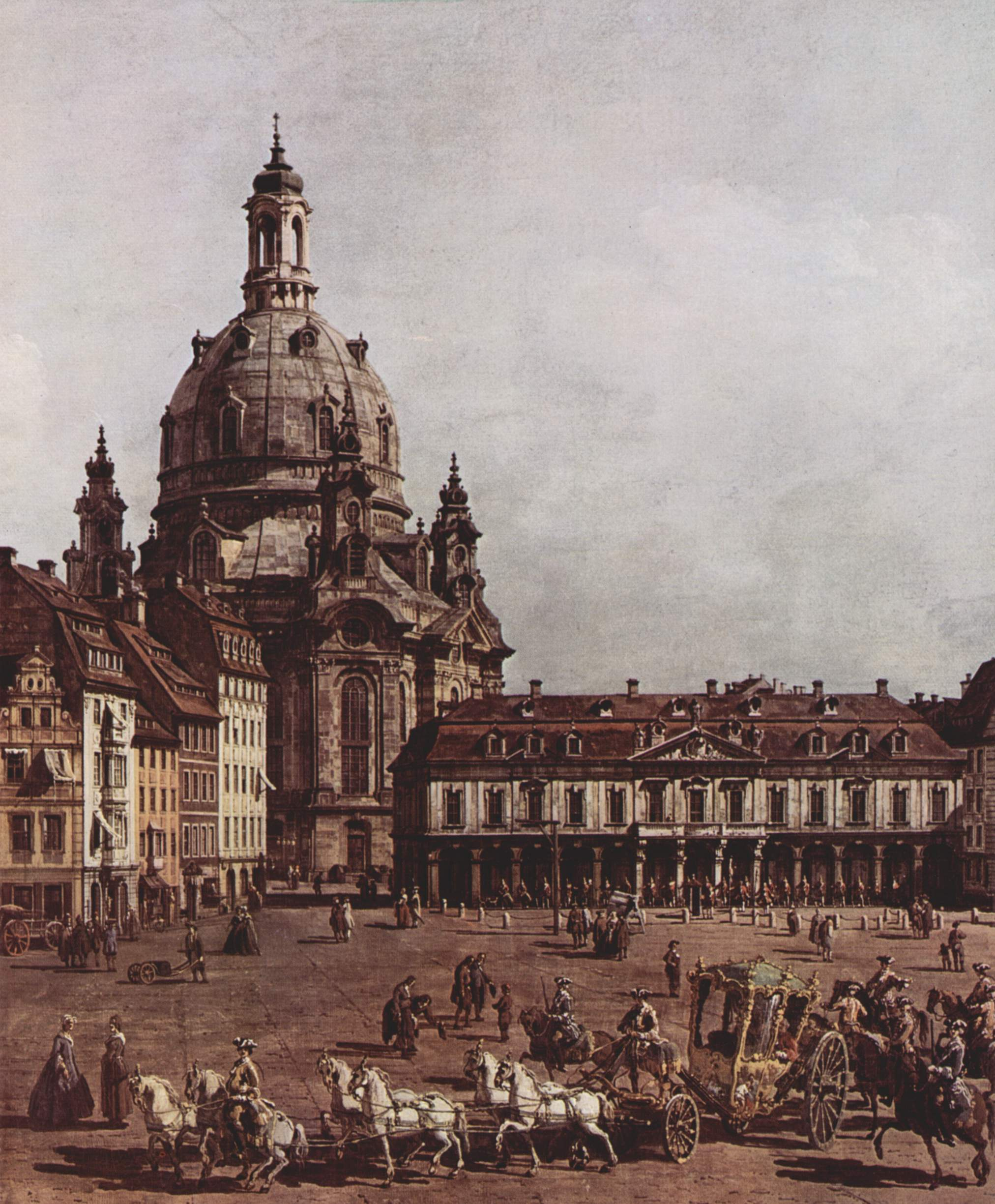
德累斯顿市场和圣母教堂

圣母教堂是新教路德会的主教座堂，尽管萨克森的选帝侯本人是天主教徒奥古斯特二世。

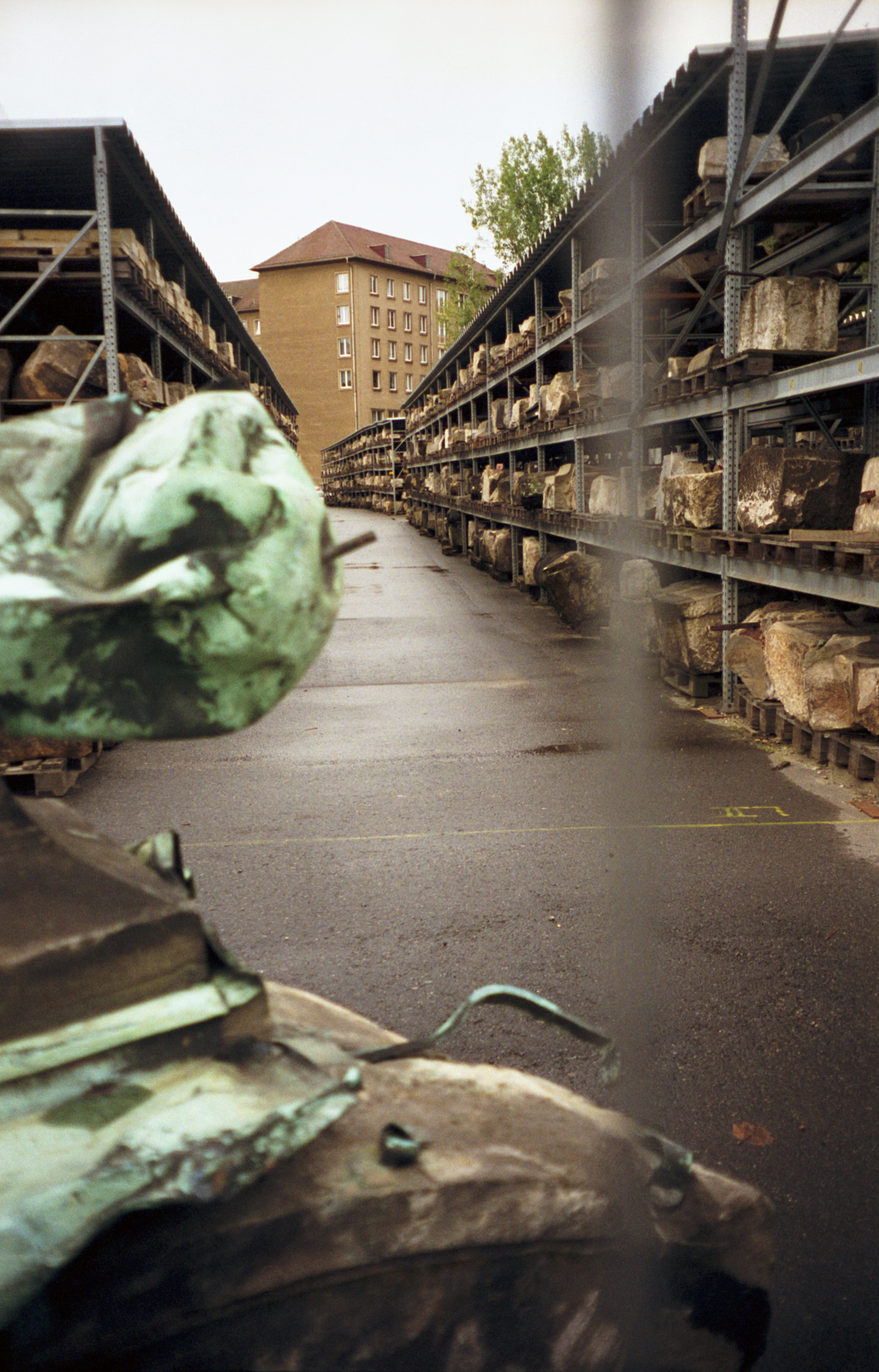
圣母教堂废墟，1999年9月